# Eddie, il cane parlante
Eddie, il cane parlante (100 Deeds for Eddie McDowd) è una sitcom statunitense, andata in onda dal 1999 al 2002.

## Trama
La serie segue le avventure di Eddie McDown, un ragazzo che, a causa del suo bullismo, viene trasformato in un cane parlante dal mago Drifter. Nonostante possa parlare, nessun essere umano può sentirlo, tranne Justin, la sua ultima vittima scolastica. Per tornare al suo aspetto originario ed essere perdonato Eddie dovrà fare 100 buone azioni.

## Personaggi e interpreti
- Eddie McDowd, interpretato, quando umano, da Jason Dohring.
Bullo scolastico diciassettenne protagonista della serie.
- Justin Taylor, interpretato da Brandon Gilberstadt.
Ragazzo deriso ed umiliato più volte nel corso della serie, unica persona che può sentire Eddie oltre Drifter, nonché sua ultima vittima.
- Gwen Taylor, interpretata da Morgan Kibby.
Sorella diciassettenne di Justin.
- Lisa Taylor, interpretata da Catherine MacNeal.
Madre di Justin.
- Doug Taylor, interpretato da William Francis McGuire.
Padre di Justin.
- Scheriffa Chang, interpretata da Brenda Song.
Vicina e amica di Justin.
- Drifter,interpretato da Richard Moll.
Misterioso mago dall'aspetto trasandato, è colui che trasforma Eddie.
- Tori, interpretata da Melanee Murray.
Ragazza di cui si innamora Eddie.
- Spike Cipriano, interpretato da Danny Tambarelli.
Ragazzo innamorato di Gwen.
- Brenda May, interpretata da Diane Delano.
Proprietaria del canile in cui, inizio serie, viene rinchiuso Eddie.
- Flaco, interpretato da Josh Hammond.
Amico, anch'esso bullo, di Eddie.

## Episodi
| Stagione         | Episodi | Prima TV USA | Prima TV Italia |
| ---------------- | ------- | ------------ | --------------- |
| Prima stagione   | 20      | 1999-2000    |                 |
| Seconda stagione | 12      | 2001         |                 |
| Terza stagione   | 8       | 2002         |                 |

## Sigla
La sigla è Who Let the Dogs Out?, brano di Baha Men del 2000.